# Голубничий, Алексей Сергеевич
Алексей Сергеевич Голубничий (р. 1962) — российский дипломат, с 1993 года — топ-менеджер, занимал руководящие посты в ряде компаний ТЭК.
Родился 11 декабря 1962 года в Москве. С отличием окончил Московский Государственный институт международных отношений МИД СССР. В течение продолжительного времени работал в центральном аппарате и загранпредставительствах МИД СССР.
С 1993 года занимал руководящие посты в ряде нефтяных и инвестиционных компаний: заместитель генерального директора ЗАО «ЕнисейНефть», вице-президент ЗАО «Росинвестнефть», коммерческий директор ЗАО «Батумский нефтяной терминал», вице-президент ЗАО «Центр инвестиционных проектов и программ».
С 8 июля 2002 года по 20 ноября 2011 года — генеральный директор ООО «Мострансгаз» («Газпром трансгаз Москва»).
В декабре 2011 года был назначен заместителем генерального директора компании «Газпром экспорт» по работе с Еврокомиссией.
Кандидат экономических наук, член-корреспондент Академии технологических наук, лауреат отраслевых премий ОАО «Газпром».